# Kenneth Medwood
Kenneth Nathaniel Medwood  (ur. 14 grudnia 1987 w Los Angeles) – belizeński lekkoatleta specjalizujący się w długich biegach płotkarskich. Do końca 2009 roku reprezentował Stany Zjednoczone.
W 2011 bez powodzenia startował na mistrzostwach świata i igrzyskach panamerykańskich. W 2012 reprezentował Belize na igrzyskach olimpijskich w Londynie, na których dotarł do półfinału. Złoty medalista igrzysk Ameryki Środkowej (2013).
Rekord życiowy w biegu na 400 metrów przez płotki: 49,54 (21 kwietnia 2012, Walnut).

## Osiągnięcia
| Rok  | Impreza                               | Miejsce     | Konkurencja                     | Lokata     | Wynik |
| ---- | ------------------------------------- | ----------- | ------------------------------- | ---------- | ----- |
| 2010 | Igrzyska Ameryki Środkowej i Karaibów | Mayagüez    | bieg na 400 metrów przez płotki | 5. miejsce | 51,08 |
| 2011 | Mistrzostwa świata                    | Daegu       | bieg na 400 metrów przez płotki | eliminacje | 51,19 |
| 2011 | Igrzyska panamerykańskie              | Guadalajara | bieg na 400 metrów przez płotki | eliminacje | 51,90 |
| 2012 | Igrzyska olimpijskie                  | Londyn      | bieg na 400 metrów przez płotki | półfinał   | 49,87 |
| 2013 | Igrzyska Ameryki Środkowej            | San José    | bieg na 400 metrów przez płotki | 1. miejsce | 49,36 |